# R-5 Pobeda
Le R-5 Pobeda (« Victoire ») était un missile balistique à moyenne portée développé par l'Union soviétique pendant la guerre froide. La version R-5M fut nommé par l'OTAN SS-3 Shyster et portait l'indice GRAU 8K51.

## Historique
Pour un article plus général, voir Histoire du missile balistique.

Des missiles R-5 lors du défilé du premier mai 1964.

Le R-5 est à l'origine un développement de l’OKB-1. C'est un missile mono-étage avec une tête militaire détachable. Le R-5M était équipé d'une arme nucléaire, et était à ce titre le premier missile nucléaire à être déployé par l'Union soviétique. Il avait une charge utile plus importante et disposait d'une meilleure fiabilité que son prédécesseur. Le R-5M donna à l'Union soviétique la possibilité de frapper des cibles stratégiques en Europe. 
Le premier essai d'un ogive atomique RDS-4 avec un missile eut lieu le 2 février 1956 dans le cadre l'opération Baïkal, où un missile R-5 fut tiré à partir du cosmodrome de Kapoustine Iar en direction de Aralsk, au Kazakhstan
Le R-5M entra en service le 21 mai 1956 (il fut retiré du service actif en 1967), et en mai 1959, il fut installé pendant trois mois à Vogelsang, près de Zehdenick, et à Fürstenberg/Havel, en Allemagne de l'Est, les premières bases de missiles nucléaires soviétiques en dehors de l'URSS.

## Caractéristiques
- Durée maximale de stockage après remplissage des réservoirs : 1 heure
- Temps de préparation : 2,5 heures
- Guidage : guidage inertiel plus radioguidage
- Tête nucléaire : 60/80 kt, 300 kt, 1 Mt ou plus (tête thermonucléaire)

## Opérateurs
Union soviétique
- Armée de terre soviétique